# Pembrokeshire
Sir Benfro
Le Pembrokeshire (appellation anglaise), ou Sir Benfro (appellation galloise, littéralement, le « comté de Penfro »), est un comté situé dans le sud-ouest du pays de Galles, au Royaume-Uni. La ville de Haverfordwest en est le centre administratif.
Comté le plus occidental du pays de Galles, sur les rives de la mer d’Irlande, il compte de nombreux dolmens et mégalithes préhistoriques, mais aussi des croix de pierre de la chrétienté celtique.
Une partie du littoral du comté forme le Parc national côtier du Pembrokeshire, sur 274 km. On peut y observer outre des paysages sauvages nombre d'animaux marins, comme des marsouins, des phoques, des dauphins et surtout des macareux, notamment sur l'île Skomer, qui est une réserve ornithologique.
La capitale du nouveau comté a été transférée à Haverfordwest. Les villes principales sont Fishguard, Milford Haven, Saint David's (en gallois, Tyddewi).
Le comté aussi donne son nom à un des deux types du chien Welsh Corgi : le Welsh Corgi Pembroke.

## Histoire
Le territoire du Pembrokeshire fut conquis vers 1090 par les frères Robert II de Bellême et Arnoul de Montgommery, deux Anglo-Normands. Ils firent bâtir le château de Pembroke. Arnoul fut lord de Pembroke, et un officieux comte de Pembroke.
Le titre de comte de Pembroke a été érigé par Étienne d'Angleterre au XIIe siècle. Il a connu de nombreux changements de propriétaires, étant à chaque fois recréé.
Henri VIII fit Anne Boleyn marquise de Pembroke.
Une branche cadette de la Maison de Lusignan fournit au XIIIe siècle des comtes de Pembroke, très puissants : Guillaume de Valence et Aymar de Valence.

## Mégalithisme
Le Pembrokeshire abrite un certain nombre de mégalithes, principalement des menhirs (Harold Stone, Pierre de Rhyndaston-Fawr, etc.) et quelques cercle de pierres (cromlech de Gors Fawr).

## Lieux

### Villes
- Aberdaugleddau
- Abergwaun (Fishguard)
- Arberth

- Hwlffordd (Haverfordwest)
- Penfro (Pembroke)
- Tenby
- Tyddewi (St David's)

### Châteaux

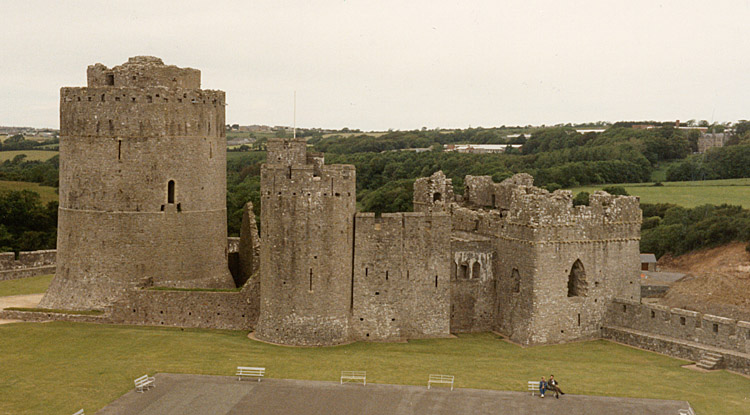
Le château de Pembroke, construit vers 1200.

- Château de Carew
- Château de Dinbych y Pysgod
- Château de Hwlffordd
- Château de Llawhaden
- Château de Maenorbŷr
- Château de Pembroke

### Îles
- Île de Caldey
- Emsger
- Gateholm (en)
- Grassholm
- Middleholm
- Île de Ramsey
- St Catherine's Island
- Skokholm
- Skomer
- Strumble Head
- Thorn Island (en)
- Ynys Bery
- Ynys Cantwr
- Ynys Eilun
- Ynys Gwelltog